# 2018年亚洲场地自行车锦标赛
2018年亚洲场地自行车锦标赛是第38届亚洲场地自行车锦标赛，于2018年2月16日至20日在马来西亚汝来进行，这是马来西亚第六次主办亚洲场地自行车锦标赛。共有21个国家和地区的运动员参加此次比赛。

## 奖牌得主

### 男子
| 项目        | 金牌                                                    | 银牌                                                           | 铜牌                                            |
| 个人竞速赛  | 渡邊一成 · 日本（JPN）                                  | 阿茲祖哈斯尼阿旺 · 马来西亚（MAS）                             | 林採斌 · 韩国（KOR）                            |
| 1公里计时赛 | 深谷知广 · 日本（JPN）                                  | 蕭世鑫 · 中華臺北（TPE）                                       | Mohammad Daneshvar · 伊朗（IRI）                |
| 竞轮赛      | 河端朋之 · 日本（JPN）                                  | 林採斌 · 韩国（KOR）                                           | 阿茲祖哈斯尼阿旺 · 马来西亚（MAS）              |
| 个人追逐赛  | 近谷涼 · 日本（JPN）                                    | Min Kyeong-ho · 韩国（KOR）                                    | 阿尔乔姆·扎哈罗夫 · 哈萨克斯坦（KAZ）           |
| 记分赛      | Yousif Mirza · 阿拉伯联合酋长国（UAE）                  | 張敬樂 · 中國香港（HKG）                                       | Muradjan Khalmuratov · 乌兹别克斯坦（UZB）      |
| 集体出发赛  | 郭亮 · 中国（CHN）                                      | Arvin Moazzami · 伊朗（IRI）                                   | Batsaikhany Tegshbayar · 蒙古（MGL）            |
| 全能赛      | 桥本英也 · 日本（JPN）                                  | Yousif Mirza · 阿拉伯联合酋长国（UAE）                         | 阿尔乔姆·扎哈罗夫 · 哈萨克斯坦（KAZ）           |
| 麦迪逊赛    | 中國香港（HKG） · 張敬樂 · 梁峻榮                       | 伊朗（IRI） · Mohammad Rajabloo · Mehdi Sohrabi                | （KOR） · 林載淵 · Kim Ok-cheol                 |
| 团体竞速赛  | （KOR） · 林採斌 · Park Jeon-e · 孫制用                 | 日本（JPN） · 渡邊一成 · 河端朋之 · 長迫吉拓 · 板倉玄京        | 中國（CHN） · 罗泳佳 · 毕文君 · 李建新          |
| 团体追逐赛  | 日本（JPN） · 近谷涼 · 一丸尚伍 · 今村骏介 · 泽田桂太郎 | （KOR） · Min Kyeong-ho · 林載淵 · Kim Ok-cheol · Kang Tae-woo | 中國（CHN） · 侯亚科 · 薛超华 · 秦晨路 · 沈平安 |

### 女子
| 项目        | 金牌                                                    | 银牌                                          | 铜牌                                                 |
| 个人竞速赛  | 李慧詩 · 中國香港（HKG）                                | 钟天使 · 中国（CHN）                          | 李惠珍 · 韩国（KOR）                                 |
| 500米计时赛 | 李慧詩 · 中國香港（HKG）                                | 宋超睿 · 中国（CHN）                          | 法特哈·穆斯塔法 · 马来西亚（MAS）                    |
| 竞轮赛      | 李慧詩 · 中國香港（HKG）                                | 李惠珍 · 韩国（KOR）                          | 钟天使 · 中国（CHN）                                 |
| 个人追逐赛  | 李珠美 · 韩国（KOR）                                    | 黃亭茵 · 中華臺北（TPE）                      | 马梦露 · 中国（CHN）                                 |
| 记分赛      | Jupha Somnet · 马来西亚（MAS）                          | 刁小娟 · 中國香港（HKG）                      | 曾可妡 · 中華臺北（TPE）                             |
| 集体出发赛  | 黃亭茵 · 中華臺北（TPE）                                | 刁小娟 · 中國香港（HKG）                      | 王笑飞 · 中国（CHN）                                 |
| 全能赛      | 梶原悠未 · 日本（JPN）                                  | 王笑飞 · 中国（CHN）                          | 黃亭茵 · 中華臺北（TPE）                             |
| 麦迪逊赛    | 日本（JPN） · 中村妃智 · 梶原悠未                       | （KOR） · 金裕离 · Yu Seon-ha                 | 中國（CHN） · 金晨虹 · 刘佳丽                        |
| 团体竞速赛  | 中國（CHN） · 钟天使 · 宋超睿 · 郭裕芳                  | （KOR） · 李惠珍 · 金元境                     | 日本（JPN） · 太田りゆ · 前田佳代乃                  |
| 团体追逐赛  | 日本（JPN） · 橋本優彌 · 古山稀绘 · 梶原悠未 · 中村妃智 | 中國（CHN） · 王笑飞 · 刘佳丽 · 王红 · 马梦露 | （KOR） · Yu Seon-ha · 李珠美 · 金裕离 · Kim Hyun-ji |

## 奖牌榜
*   主办国家/地区（马来西亚）
| 排名                      | 国家 / 地区               | 金牌 | 銀牌 | 銅牌 | 总计 |
| ------------------------- | ------------------------- | ---- | ---- | ---- | ---- |
| 1                         | 日本（JPN）               | 9    | 1    | 1    | 11   |
| 2                         | 中國香港（HKG）           | 4    | 3    | 0    | 7    |
| 3                         | （KOR）                   | 2    | 6    | 4    | 12   |
| 4                         | 中國（CHN）               | 2    | 4    | 6    | 12   |
| 5                         | 中華臺北（TPE）           | 1    | 2    | 2    | 5    |
| 6                         | 马来西亚（MAS）*          | 1    | 1    | 2    | 4    |
| 7                         | 阿联酋（UAE）             | 1    | 1    | 0    | 2    |
| 8                         | 伊朗（IRI）               | 0    | 2    | 1    | 3    |
| 9                         | （KAZ）                   | 0    | 0    | 2    | 2    |
| 10                        | 蒙古国（MGL）             | 0    | 0    | 1    | 1    |
| 10                        | （UZB）                   | 0    | 0    | 1    | 1    |
| 总计（共11个国家 / 地区） | 总计（共11个国家 / 地区） | 20   | 20   | 20   | 60   |